# OTB International Open 1990
OTB International Open 1990 - чоловічий і жіночий тенісний турнір, що проходив на відкритих кортах з твердим покриттям у Скенектаді (США). Належав до World Series в рамках Туру ATP 1990 і Tier IV в рамках Туру WTA 1990. Відбувсь учетверте і тривав з 20 до 27 серпня 1990 року. Рамеш Крішнан і Анке Губер здобули титул в одиночному розряді.

## Фінальна частина

### Чоловіки. Одиночний розряд
Рамеш Крішнан —  Келле Евернден 6–1, 6–1
- Для Крішнана це був єдиний титул за сезон і 9-й - за кар'єру.

### Одиночний розряд. Жінки
Анке Губер —  Маріанн Вердел 6–1, 5–7, 6–4
- Для Губер це був перший титул в одиночному розряді за кар'єру.

### Парний розряд. Чоловіки
Річард Фромберг /  Бред Пірс —  Браян Герроу /  Свен Салумаа 6–2, 3–6, 7–6
- Для Фромберга це був 3-й титул за сезон і 3-й за кар'єру. Для Пірса це був єдиний титул за сезон і 3-й за кар'єру.

### Парний розряд. Жінки
Алісія Мей /  Міягі Нана —  Лінда Феррандо /  Вілтруд Пробст 6–4, 5–7, 6–3